# Аршешан
Аршешан (фр. Harchéchamp) насеље је и општина у североисточној Француској у региону Лорена, у департману Вогези која припада префектури Нефшато.
По подацима из 2011. године у општини је живело 97 становника, а густина насељености је износила 13,09 становника/km². Општина се простире на површини од 7,41 km². Налази се на средњој надморској висини од 310 метара (максималној 421 m, а минималној 290 m).

## Демографија
| 1962. | 1968. | 1975. | 1982. | 1990. | 1999. | 2011. |
| ----- | ----- | ----- | ----- | ----- | ----- | ----- |
| 81    | 100   | 98    | 112   | 92    | 110   | 97    |

График промене броја становника у току последњих година